# Otok Sveti Grgur
Otok Sveti Grgur är en ö i Kroatien.   Den ligger i länet Gorski kotar, i den centrala delen av landet, 140 km sydväst om huvudstaden Zagreb. Arean är 6,4 kvadratkilometer.
Terrängen på Otok Sveti Grgur är lite kuperad. Öns högsta punkt är 222 meter över havet. Den sträcker sig 3,5 kilometer i nord-sydlig riktning, och 3,8 kilometer i öst-västlig riktning.